# 岸井大太郎
岸井 大太郎（きしい だいたろう、1953年11月 - 2017年8月6日）は、日本の法学者。法政大学名誉教授。元司法試験考査委員。専攻は経済法。東京都品川区出身。

## 学歴
1969年筑波大学附属駒場中学校卒業。1972年筑波大学附属駒場高等学校卒業。1978年東京大学法学部卒業。

## 職歴
1978年東京大学法学部助手。1982年法政大学法学部助教授。1989年ロンドン大学客員研究員。1992年法政大学法学部教授。2001年同現代法研究所長。2004年同法学部長。2010年法政大学法科大学院教授。2017年8月在職中に急性大動脈瘤解離で急逝。

## 学会活動等
- 日本経済法学会理事（1997-2017）
- 司法試験第二次試験考査委員（2008-2013）

## 著作

### 単著
- 『公的規制と独占禁止法』商事法務、2017年

### 共著
- 『経済法』稗貫俊文ほか、有斐閣アルマ、1996年初版/2015年第7版補訂

### 共編著
- 『独占禁止手続法』丹宗暁信と共編、有斐閣、2002年
- 『情報通信の規制と競争政策 : 市場支配力規制の国際比較』鳥居昭夫と共編、白桃書房、2014年